# Frank B. Colton
Frank Benjamin Colton (* 3. März 1923; † 25. November 2003) war ein US-amerikanischer Chemiker.

## Leben
Frank B. Colton wanderte in jungen Jahren in die Vereinigten Staaten aus. Er studierte Chemie an der Northwestern University und an der University of Chicago. 1951 erhielt er eine Anstellung bei dem US-amerikanischen Unternehmen G. D. Searle & Company, wo er bis 1986 arbeitete.
1952 entwickelte er dort das Progestine Norethynodrel. Daraus entwickelte sich der Wirkstoff Enovid für eine Antibabypille, die aber bereits zuvor von Carl Djerassi und Luis E. Miramontes entwickelt worden war.